# Частота дискретизации
Частота дискретизации (или частота семплирования, англ. sample rate) — частота взятия отсчётов непрерывного по времени сигнала при его дискретизации (в частности, аналого-цифровым преобразователем). Измеряется в герцах.
Термин применяется и при обратном, цифро-аналоговом преобразовании, особенно если частота дискретизации прямого и обратного преобразования выбрана разной (Данный приём, называемый также «Масштабированием времени», встречается, например, при анализе сверхнизкочастотных звуков, издаваемых морскими животными).
Чем выше частота дискретизации, тем более широкий спектр сигнала может быть представлен в дискретном сигнале.
Как следует из теоремы Котельникова, для того, чтобы однозначно восстановить исходный сигнал, частота дискретизации должна более чем в два раза превышать наибольшую частоту в спектре сигнала.
Некоторые из используемых частот дискретизации звука:
- 8 000 Гц — телефон, достаточно для речи, кодек Nellymoser;
- 11 025 Гц — четверть Audio CD, достаточно для передачи речи;
- 16 000 Гц;
- 22 050 Гц — половина Audio CD, достаточно для передачи качества радио;
- 32 000 Гц;
- 44 100 Гц — используется в Audio CD. Выбрано Sony из соображений совместимости со стандартами PAL (запись 3 значений на линию картинки кадра × 588 линий на кадр × 25 кадров в секунду) и NTSC (запись 3 значений на линию картинки кадра × 490 линий на кадр × 30 кадров в секунду), и достаточности (по теореме Котельникова) для качественного покрытия всего диапазона частот, различаемых человеком на слух (20 Гц — 20 КГц);
- 48 000 Гц — DVD, DAT;
- 96 000 Гц — DVD-Audio (MLP 5.1);
- 192 000 Гц — DVD-Audio (MLP 2.0);
- 2 822 400 Гц — SACD, процесс однобитной дельта-сигма модуляции, известный как DSD — Direct Stream Digital, совместно разработан компаниями Sony и Philips;
- 5 644 800 Гц — DSD с удвоенной частотой дискретизации, однобитный Direct Stream Digital с частотой дискретизации вдвое больше, чем у SACD. Используется в некоторых профессиональных устройствах записи DSD.